# Caroline Tensen
Caroline Egbertine Tensen  (Haarlem, 31 maart 1964) is een Nederlandse televisiepresentatrice. Sinds 2019 werkt ze bij RTL 4. Tensen is ook columnist voor Beau Monde.

## Biografie
Op de middelbare school verdiende Tensen een zakcentje als lid van het Veronica-promotieteam, waarna ze productieassistente bij Veronica-radio werd. Vrij snel daarna verscheen ze voor het eerst op televisie als omroepster. Op de radio presenteerde ze het programma Bodyline en op televisie Brommer & Motor.

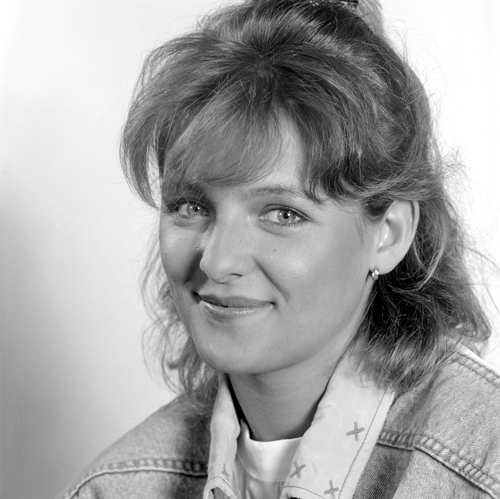
Tensen in 1989

Eind jaren '80 zong ze de titelsong voor de AVRO/BRT-tekenfilmserie Foofur. In 1989 verruilde Tensen Veronica voor RTL Veronique, later RTL 4, het eerste commerciële tv-station van Nederland. Hier was ze te zien als omroepster en presenteerde Fashion, RTL Matinee en Hits uit Holland. Daarna beleefde ze bij RTL haar grote doorbraak, toen ze vanaf 1990 begon met het presenteren van de show Wie ben ik? met panelleden André van Duin en Ron Brandsteder. Hierna volgden grote shows als Wie is wie, Hitbingo, Liefde op het eerste gezicht (samen met Rolf Wouters), Het spijt me, Dat staat je goed, B.O.T.S., Solo voor een kind. Tien jaar lang was ze de belangrijkste presentatrice van RTL 4. Voor grote eenmalige programma’s werd ze vaak ingehuurd. Ze werd ook wel de "zonnestraal van RTL 4" genoemd.
Tensen is ook vanaf het begin al ambassadrice voor de Postcode Loterij. Hier heeft ze ook vele programma's voor gepresenteerd bij RTL 4. Toen de Postcode Loterij besloot te verhuizen van RTL 4 naar de TROS, verhuisde ze mee met de loterij. Ze is sindsdien in dienst van de Postcode Loterij en niet in dienst van een zender of omroep, wat uniek is in Nederland. Sinds 2000 presenteert ze hier de succesvolle show Eén tegen 100. Omdat de Postcode Loterij in 2005 besloot naar Talpa te gaan, verhuisde Tensen automatisch mee. Bij Talpa presenteerde ze ook de programma’s Topkok, Je leven in de steigers, Hotel Big Brother.
In 2007 keerde Tensen terug bij de publieke omroep. Bij de NCRV presenteert ze de programma's Babyboom en De 100: het huwelijk. Hier heeft ze een vast contract voor haar televisiewerk. Eén tegen 100 werd sinds mei 2009 bij de NCRV uitgezonden. Naast deze quiz is Tensen vanaf juni 2009 ook te zien in het nieuwe programma Familieberichten en DNA Onbekend. Daarin gaat ze op zoek naar de verhalen achter familieberichten in kranten. In het seizoen 2008/2009 presenteerde Tensen de serie De 100: Singles, waarin ze honderd vrijgezellen volgde. Vanwege tegenvallende kijkcijfers werd deze serie na een aantal weken stopgezet. In de zomer van 2009 krijgt de serie een tweede kans. In 2016 stapte ze over naar de AVROTROS en presenteerde hier naast Eén tegen 100 diverse andere programma's. Vanwege de nieuwe richtlijnen voor de NPO rondom het uitzenden van amusement is Tensen met haar programma Eén tegen 100 verhuisd naar RTL 4. In april 2019 tekende ze een contract bij RTL, hier gaat ze haar oude hits Het spijt me en Wie ben ik? presenteren. Ook zal ze te zien af en toe te zien zijn als presentatrice van RTL Boulevard.

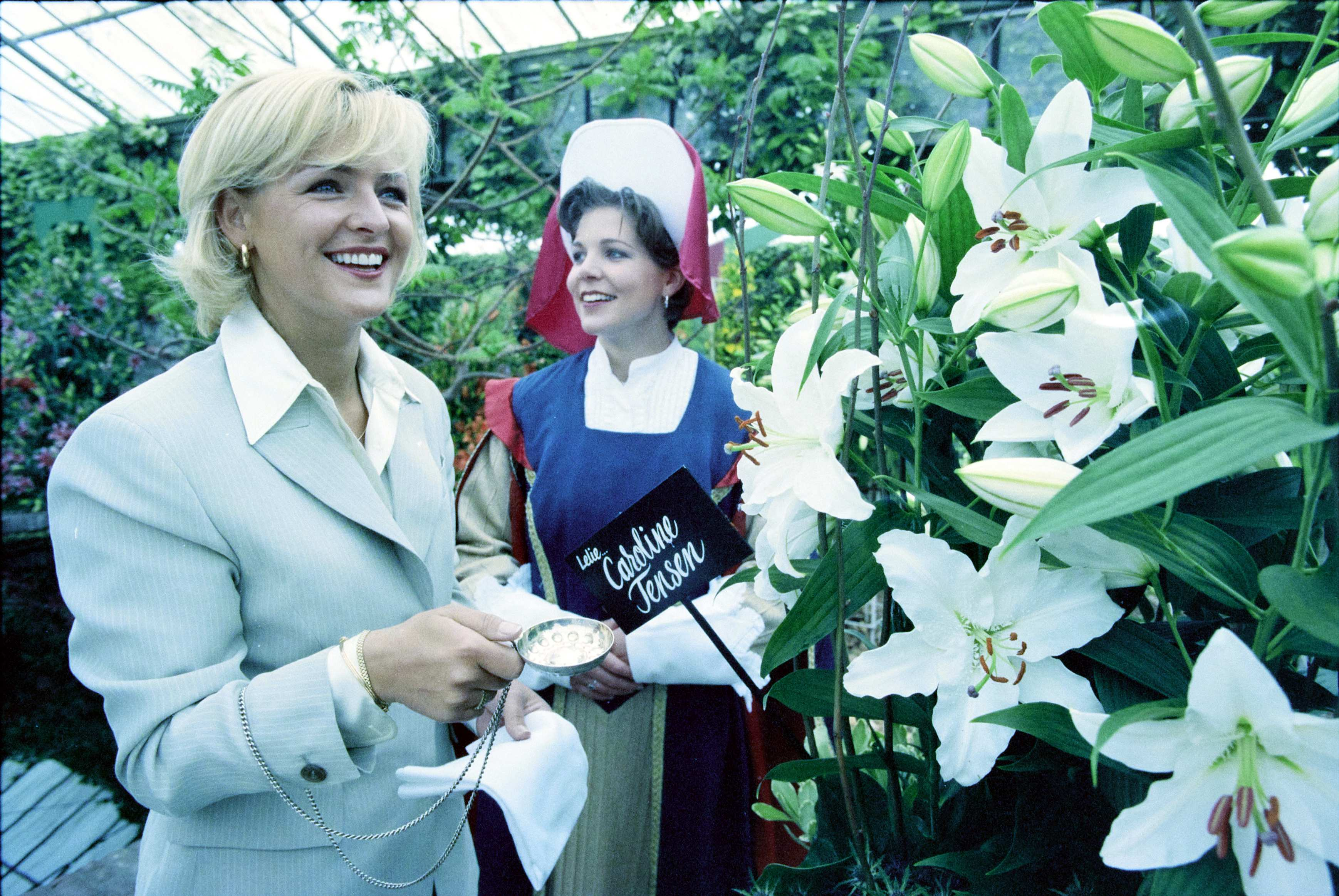
Doop van de Caroline Tensen Lelie in Lisse in 1996.

Sinds 2020 presenteert Tensen samen met Angela Groothuizen en Natasja Froger verdeeld het RTL 4-programma Five Days Inside, ze nemen hierbij de presentatie over van Beau van Erven Dorens waar voorheen het programma naar vernoemd was. In 2021 is het programma Postcode Loterij: Eén tegen 100 dat Tensen sinds het begin presenteert veranderd in Eén tegen 50, in eerste instantie door de coronapandemie. Door het succes van "1-50" blijft dit wellicht bestaan, er zijn nu nog 50 kandidaten en de keuze van vragen is veranderd. De verdubbelaar is verdwenen en er is een 'escape' minder. Sinds 7 december 2021 presenteert Tensen het nieuwe programma De Reis van je genen, met de allernieuwste DNA-technieken worden familieleden herenigd die voorheen soms niet eens van elkaars bestaan wisten. Door stamboomonderzoek van Els Leijs, gaat, en kan dit programma, tien stappen verder gaan dan DNA onbekend dat Tensen eerder presenteerde.
In de zomer van 2024 was Tensen te zien in het RTL 4-programma Over de oceaan, waarin ze met vijf andere bekende Nederlanders met een zeilschip zelf de Atlantische Oceaan overstaken. In datzelfde jaar was ze te zien als gastpanellid in het RTL 4-programma DNA Singers.

### Persoonlijk
Tensen heeft een dochter en een zoon met haar ex-echtgenoot. Zij is in 2014 hertrouwd.

## Media door de jaren heen
| Zender/Omroep | Programma                                      | Jaartal(len)                          |
| ------------- | ---------------------------------------------- | ------------------------------------- |
| Veronica      | omroepster                                     | 1986-1989                             |
|               | Brommer & Motor                                | eind jaren 80                         |
| RTL 4         | omroepster                                     | 1989-1990                             |
|               | Hits uit Holland                               | 1989-1990                             |
|               | Jukebox                                        | 1989                                  |
|               | Fashion                                        | 1989                                  |
|               | RTL Matinee                                    | 1989-1990                             |
|               | Telekids                                       | 1989-1990 (invalpresentatrice)        |
|               | Wie ben ik?                                    | 1990-1999, 2019-2021                  |
|               | Wie is Wie?                                    | 1991                                  |
|               | Liefde op het eerste Gezicht                   | 1991                                  |
|               | Hitbingo                                       | 1992-1993                             |
|               | Knallende Kurken                               | jaren 90 (jaarlijks met Oud en Nieuw) |
|               | De 5 Uur Show                                  | jaren 90 (invalpresentatrice)         |
|               | Het spijt me                                   | 1994-1996, 2019                       |
|               | Doen rond de Wereld                            | 1995                                  |
|               | Dat Staat Je Goed                              | 1997-1998                             |
|               | Solo voor een Kind                             | 1997-1999                             |
|               | B.O.T.S. (Battle Of The Sexes)                 | 1998                                  |
|               | Postcode Loterij: Eén tegen 100 / Eén tegen 50 | 2007-2008, 2019-heden                 |
|               | Kanjers van Goud                               | 2010-2016                             |
|               | Bestemming…                                    | 2016-2018                             |
|               | RTL Boulevard                                  | 2019-2020 (invalster)                 |
|               | 5 Uur Live                                     | 2019-2020                             |
|               | Five Days Inside                               | 2020                                  |
|               | De Reis Van Je Genen                           | 2021                                  |
|               | Kopen of Slopen                                | 2023-heden                            |
|               | Over de oceaan                                 | 2024                                  |
|               | DNA Singers                                    | 2024                                  |
| TROS          | Postcode Loterij Live!                         | 1999-2000                             |
|               | Postcode Loterij Zomerfestival                 | 2000                                  |
|               | Postcode Loterij: Eén tegen 100                | 2000-2005                             |
|               | De Tweelingtest                                | 2005                                  |
| Talpa / Tien  | Postcode Loterij: Eén tegen 100                | 2005-2006                             |
|               | Thuis                                          | 2005                                  |
|               | Hotel Big Brother                              | 2006                                  |
|               | Topkok                                         | 2006                                  |
|               | Je leven in de steigers                        | 2007                                  |
| NCRV          | Babyboom                                       | 2007-2008, 2011-2013                  |
|               | De 100: het huwelijk                           | 2008                                  |
|               | De Gouden Loeki                                | 2008 (eenmalig)                       |
|               | De 100: singles                                | 2008-2009                             |
|               | Postcode Loterij: Eén tegen 100                | 2009-2015                             |
|               | Familieberichten                               | 2009-2013                             |
|               | DNA Onbekend                                   | 2009-2014                             |
|               | Zo Vader, Zo Puberzoon                         | 2009-2012                             |
|               | Alpe d'Huzes (in samenwerking met de NOS)      | 2013-2014                             |
|               | Ik Neem Je Mee                                 | 2014                                  |
|               | Zeg eens B                                     | 2014                                  |
| BNN           | Ranking the Stars                              | 2012 (kandidiaat)                     |
| AVROTROS      | Postcode Loterij: Eén tegen 100                | 2016-2018                             |
|               | De Stoutste Jongen van de Klas                 | 2016                                  |
|               | Marathon Live                                  | 2016 (eenmalig)                       |
|               | All Inclusive                                  | 2016 (voice-over presentatie)         |
|               | DNA Onbekend                                   | 2016-2018                             |

### Bestseller 60
| Boeken met noteringen in de Nederlandse Bestseller 60 | Jaar van verschijnen | Datum van binnenkomst | Hoogste positie | Aantal weken | Opmerkingen |
| ----------------------------------------------------- | -------------------- | --------------------- | --------------- | ------------ | ----------- |
| Het verboden woord                                    | 2023                 | 31-05-2023            | 3               | 5            |             |